# Liederbach am Taunus
Liederbach am Taunus is een gemeente in de Duitse deelstaat Hessen, en maakt deel uit van de Main-Taunus-Kreis.
Liederbach am Taunus telt 8.791 inwoners.
Bad Soden am Taunus · Eppstein · Eschborn · Flörsheim am Main · Hattersheim am Main · Hochheim am Main · Hofheim am Taunus · Kelkheim · Kriftel · Liederbach am Taunus · Schwalbach am Taunus · Sulzbach